# 東急プラザ銀座

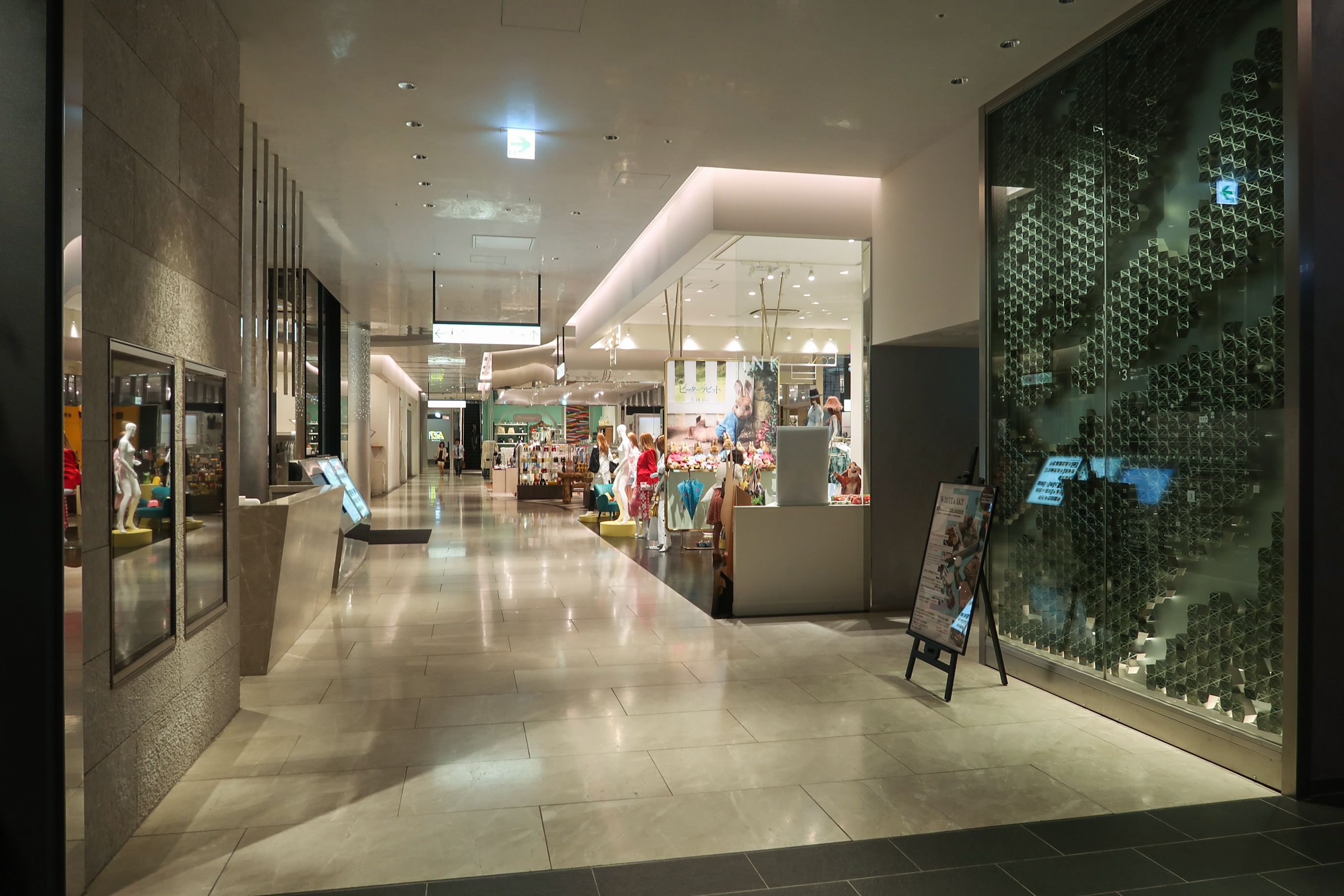
3階

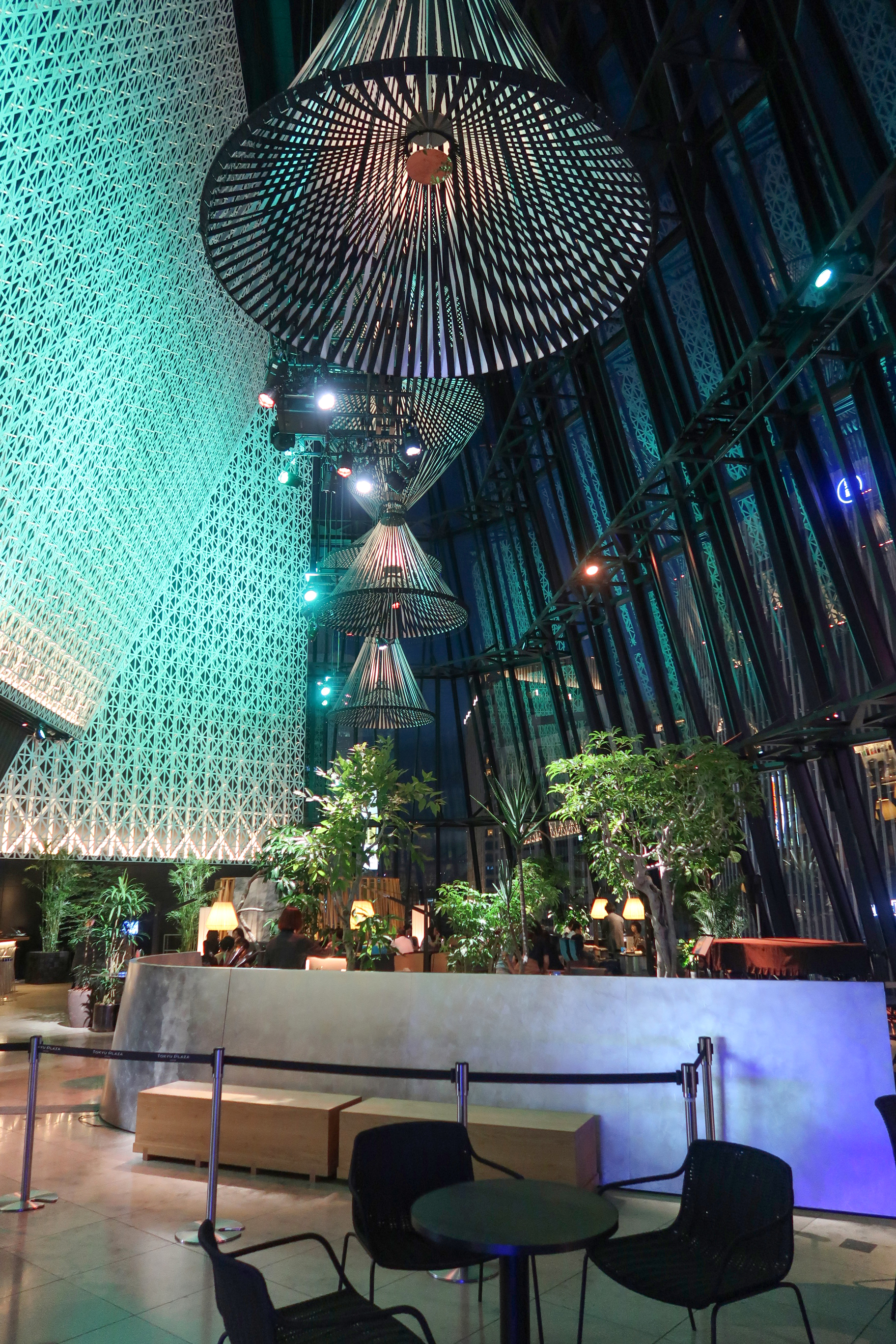
6階のKiriko Lounge

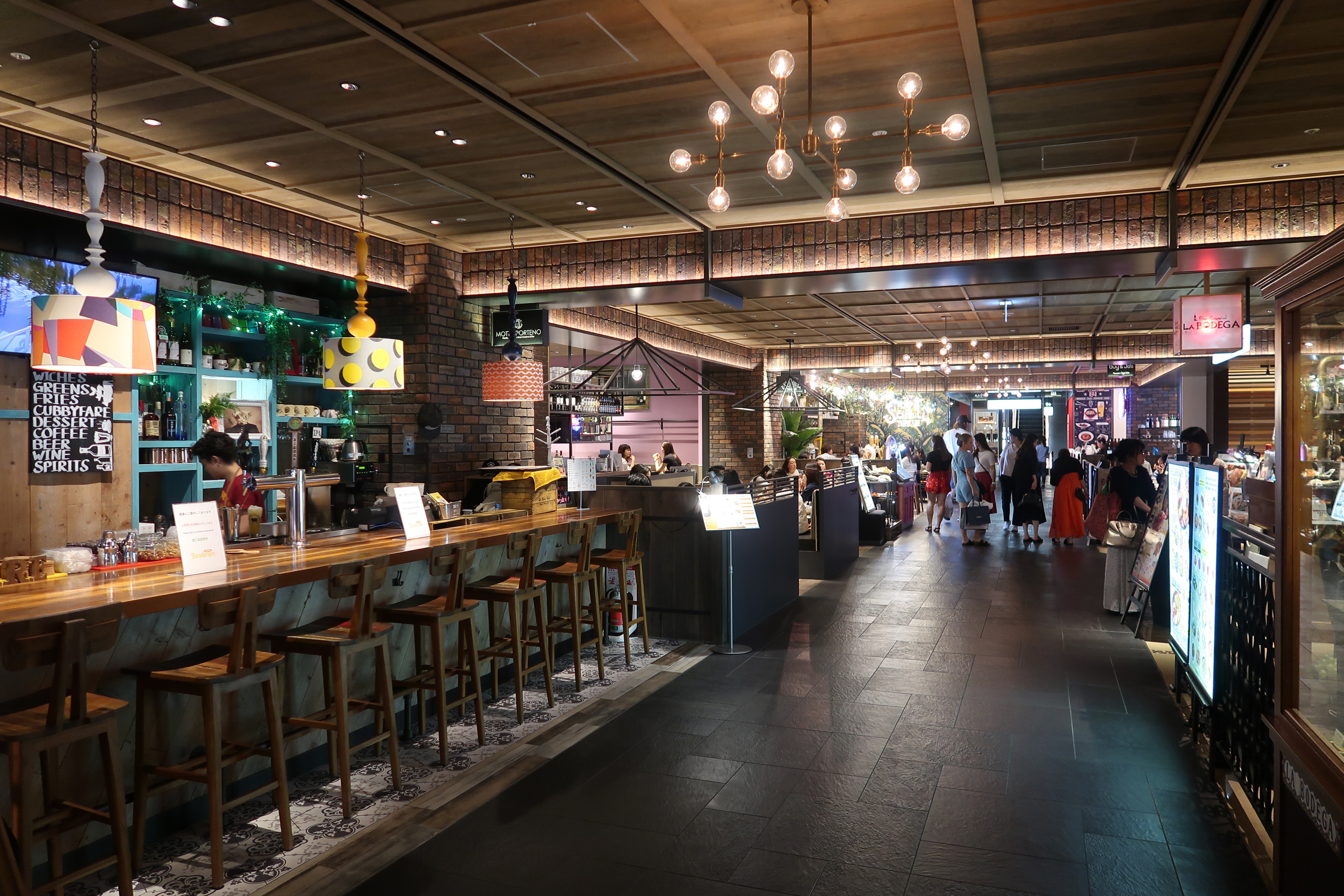
10階のGINMACHI DINING

東急プラザ銀座（とうきゅうプラザぎんざ、TOKYU PLAZA GINZA）は、東京都中央区銀座五丁目の銀座・数寄屋橋交差点に面する、物販店舗、飲食店舗、駐車場からなる再開発の複合商業施設。

## 概要
東急プラザ銀座は、銀座TSビル（旧銀座東芝ビル）の跡地に、東急不動産ホールディングス（HD）傘下の「東急不動産」が進めた再開発事業である。開発・運営を手掛ける都市型商業施設「東急プラザ」シリーズでは、銀座エリアで初めての施設となり、オープン時には、東急グループの本格的な銀座進出と話題になった。
銀座・数寄屋橋の中央部に位置する建物は、人通りの多い外堀通りと晴海通りの交差点に面して位置する。建築的には、銀座エリアが継承する歴史ある伝統と、未来に向けての革新とが共存する街に相応しい、伝統工芸の江戸切子をモチーフとしたファサードとし、銀座・数寄屋橋交差点の新たなランドマークを目指した。
来街者が自由に安心して憩えるスペース、「都市の広場」を備え、地下1階において、旧ビルと同様、地下コンコースで東京メトロ丸ノ内線などの銀座駅と直結する。
コンセプトは、銀座らしさに磨きをかける「Creative Japan 世界は、ここから、おもしろくなる」

### 売却
2023年（令和5年）4月5日、東急不動産HDは三井住友トラスト・パナソニックファイナンスに東急プラザ銀座を売却する。売却後も運営は事業会社である東急不動産が続け、施設名称は変わらない。売却理由は、事業ポートフォリオや資産ポートフォリオの入れ替えによる効率化の一環としている。

## テナント
ファッション、ライフスタイル、フード&カフェ、レストランなど125店が入りオープンし、新業態やエリア初出店ど新規性を出した店が約半分を占めた。
ロッテグループによる日本初の市中免税店「ロッテ免税店銀座」（8〜9階）、東急百貨店によるファッションをテーマにしたセレクトショップ「HINKA RINKA」（3〜5階）、東急ハンズの新業態「HANDS EXPO」（7階）が目玉として出店した。しかし、HANDS EXPOは2020年1月16日、HINKA RINKAは2021年11月15日で営業を終えている。

## 施設構成
店舗 - 営業時間 午前11時 - 午後9時（B2F、10F、11F の閉店は午後11時迄）
- B2F - GINCHIKA MARCHE ギンチカマルシェ | Food Boutique & Eat in フード・イートインスペース。
- B1F - GINCHIKA MARCHE ギンチカマルシェ | Fashion,Lifestyle goods,Cafe 雑貨・ギフト・カフェ。
- 1F - Fashion,Service,Cafe ショッピング・カフェ・サービス | ブランドストリート。
- 2F - Fashion,Service ショッピング・カフェ・サービス | ブランドストリート。
- 3F - Fashion ショッピング・カフェ・サービス | ファッション・ライフスタイル。
- 4F - Fashion,Cafe ショッピング・カフェ・サービス | ファッションアイテム。
- 5F - Fashion,Cafe ショッピング・カフェ・サービス | ファッション・ライフスタイル。
- 6F - ZUKAN MUSEUM GINZA powered by 小学館の図鑑NEO
- 7F -
- 8-9F - LOTTE DUTY FREE ショッピング・カフェ・サービス | ファッション・ジュエリー・時計・化粧品。
- 10F-11F - GINMACHI DINING | Restaurant | ダイニングフロア。
- RF - KIRIKO TERRACE & Caf | パブリーツクスペース。

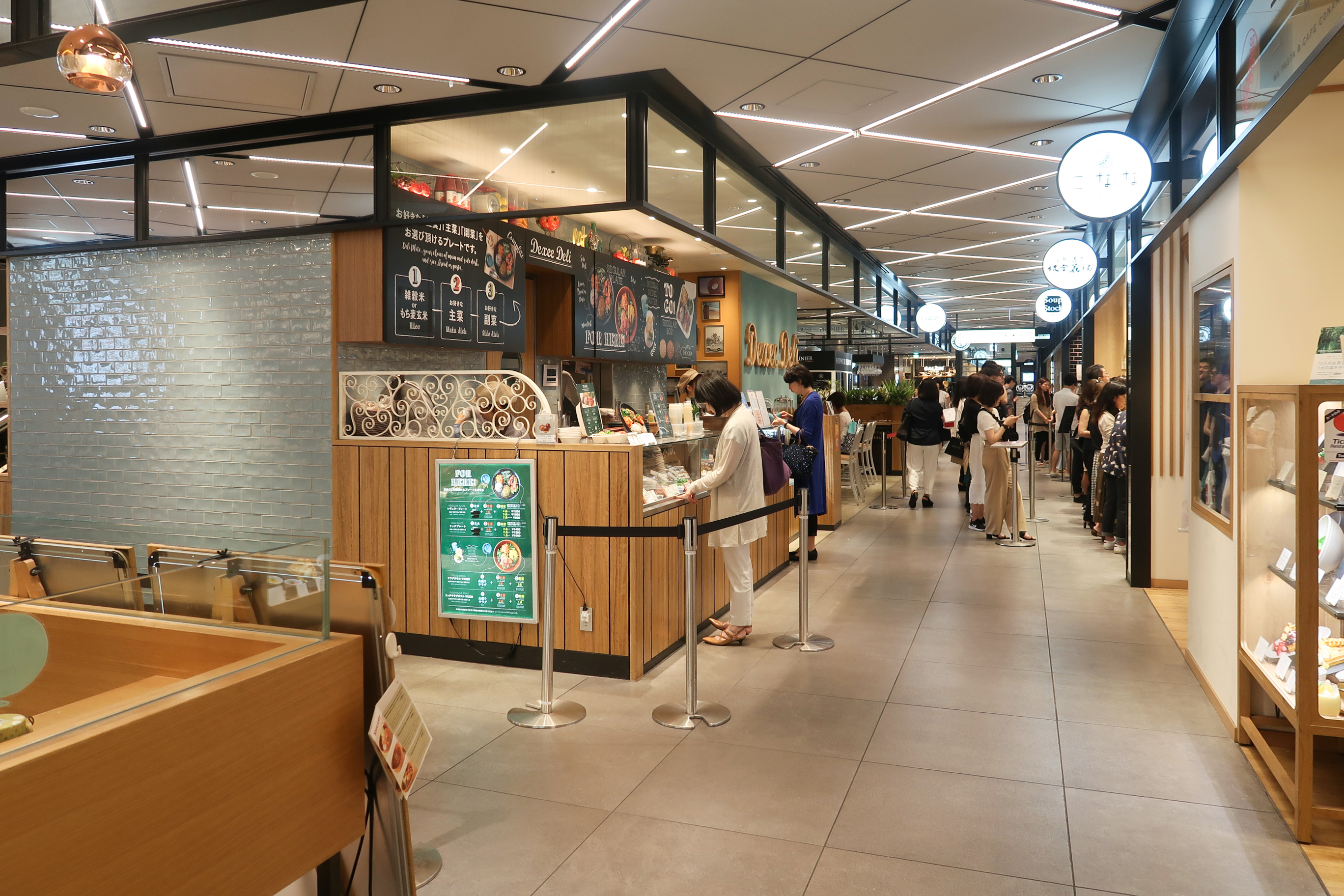
B2
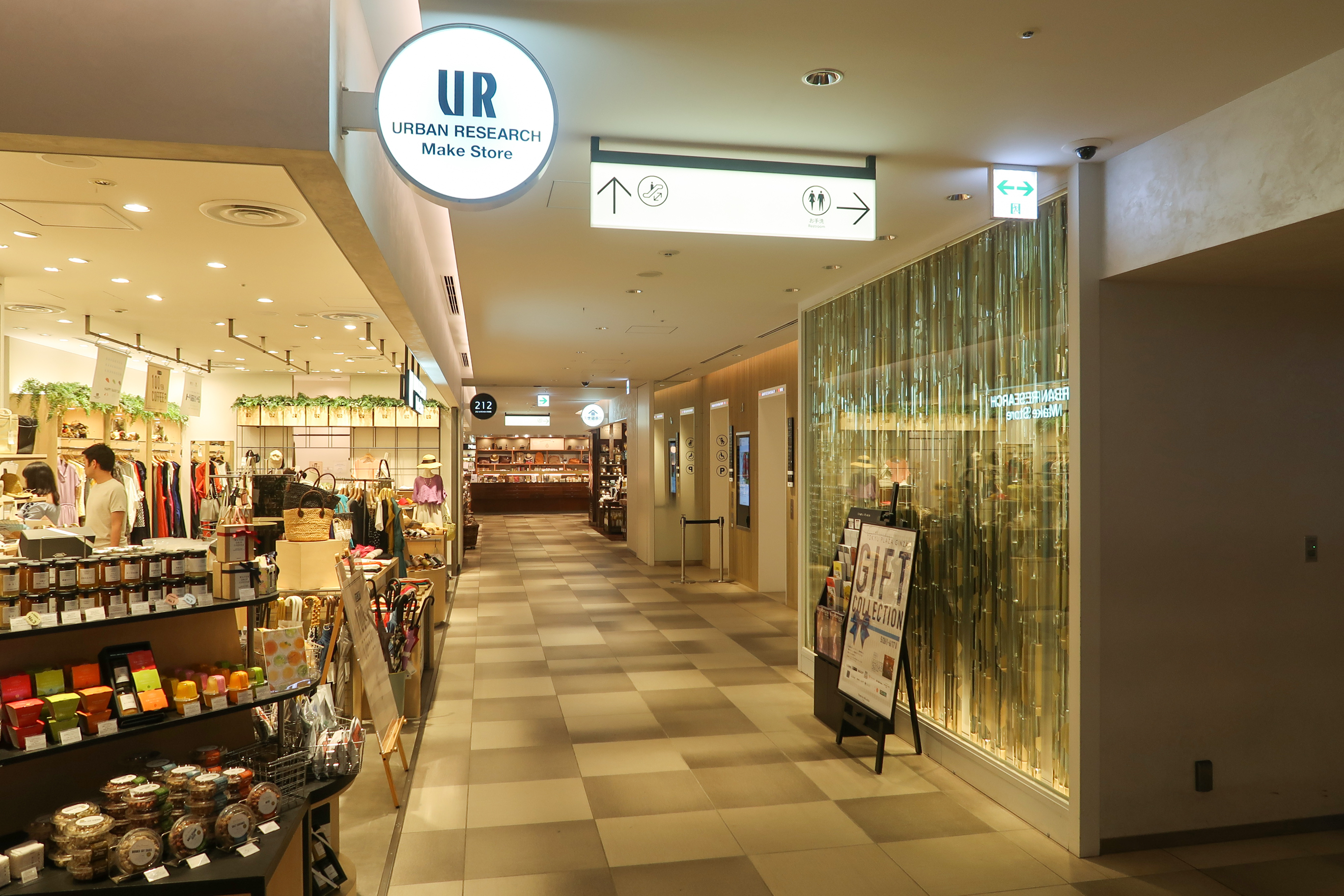
B1 GINCHIKA MARCHE
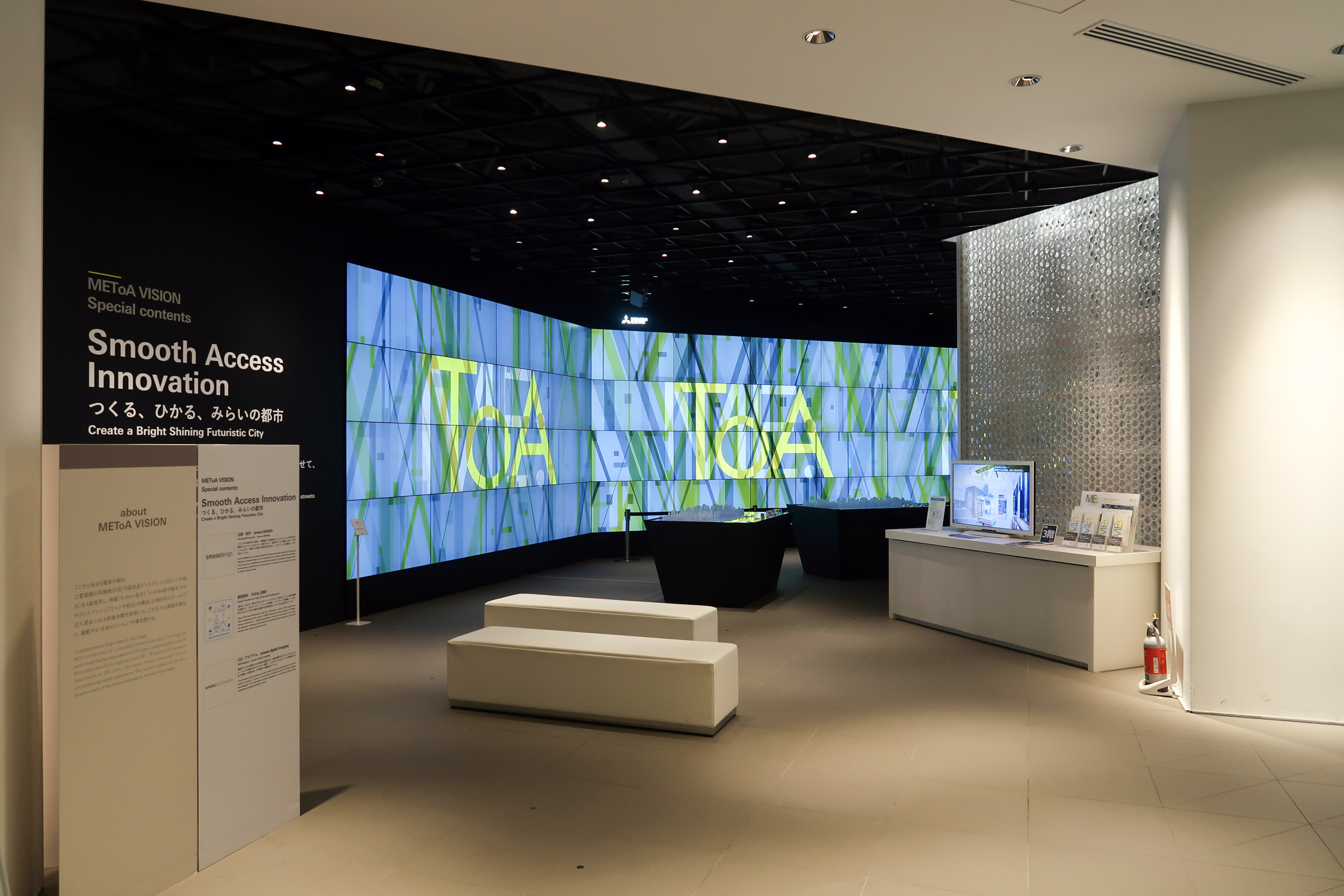
2階METoA Ginza
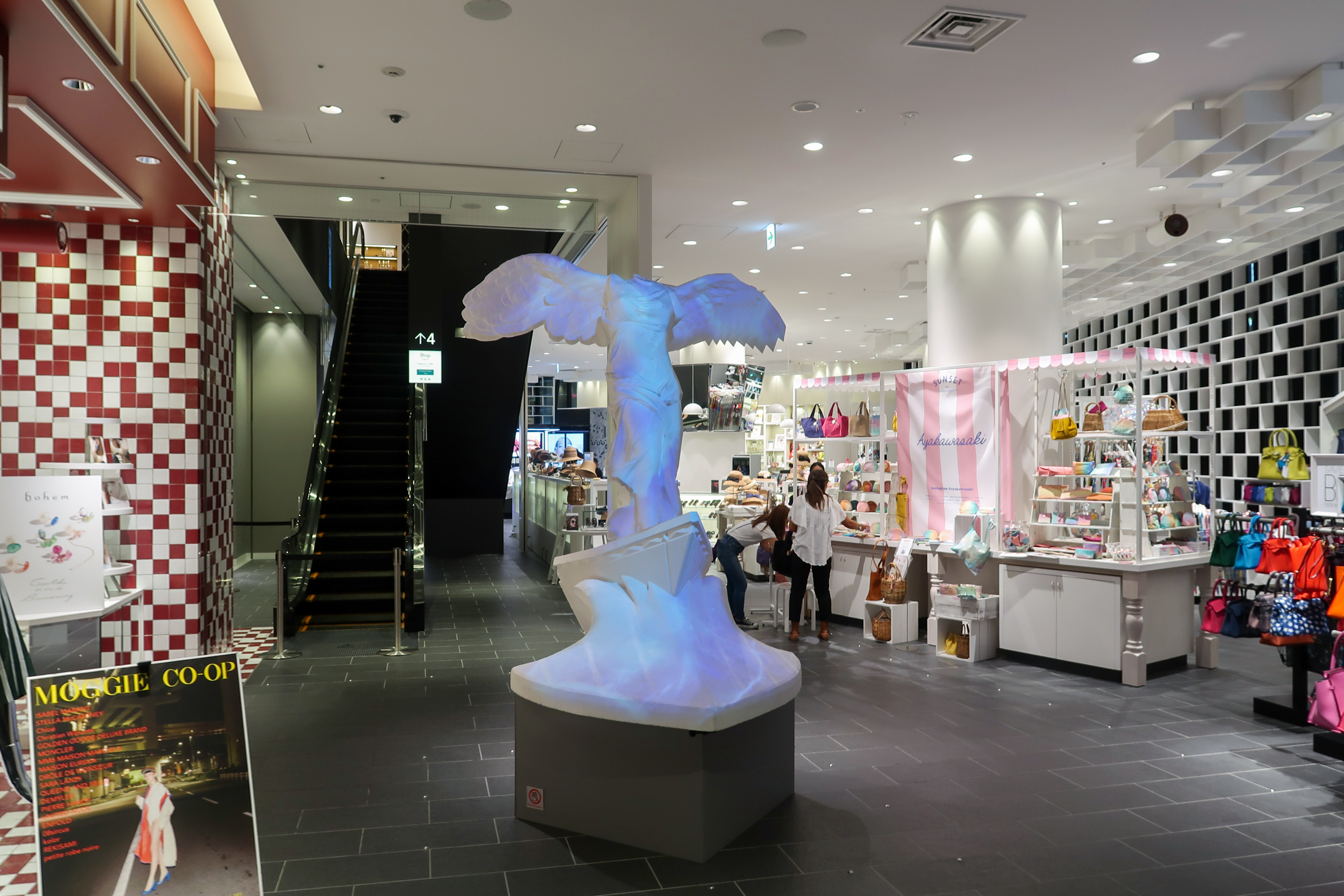
3階Hinka Rinka（閉店）
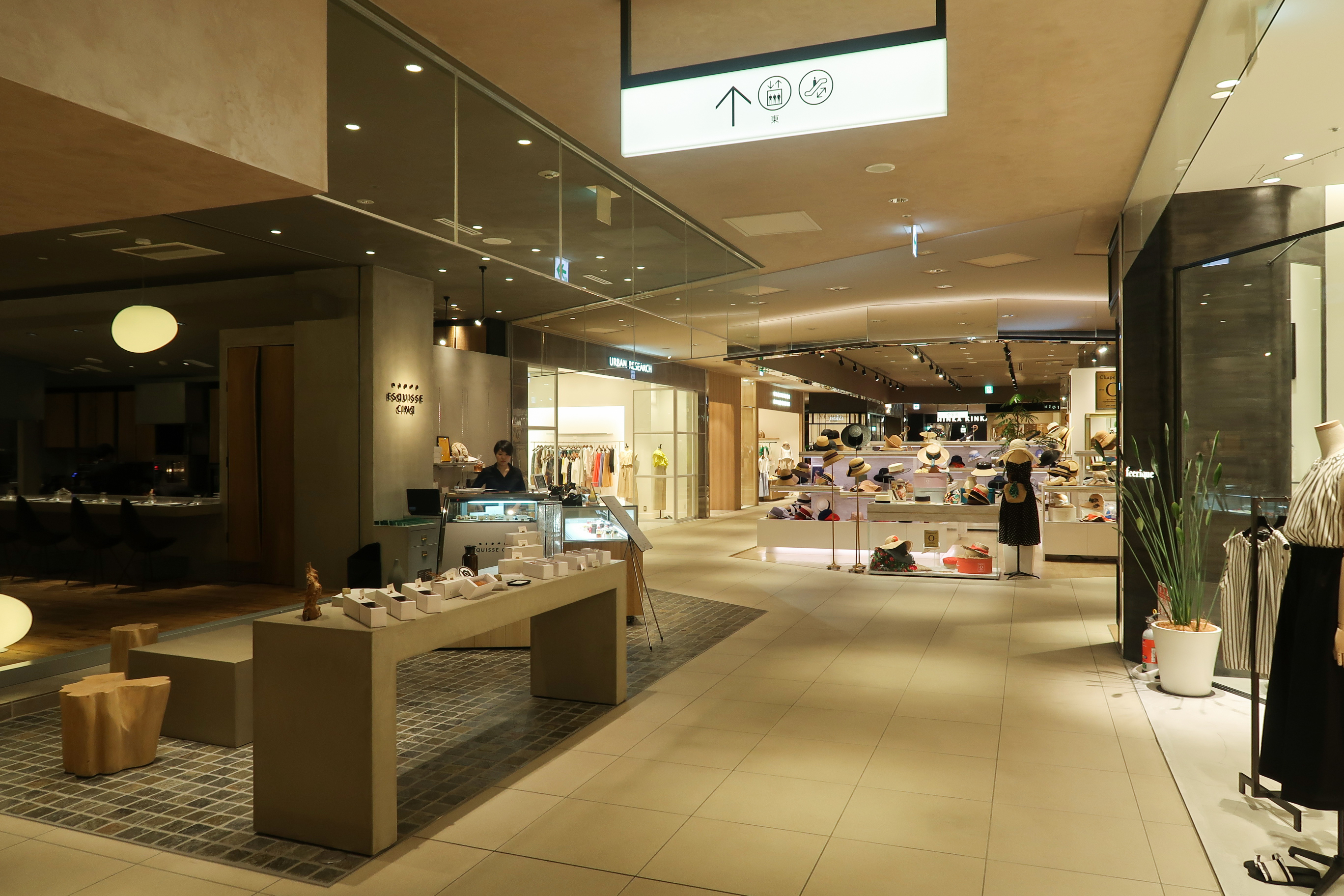
4階
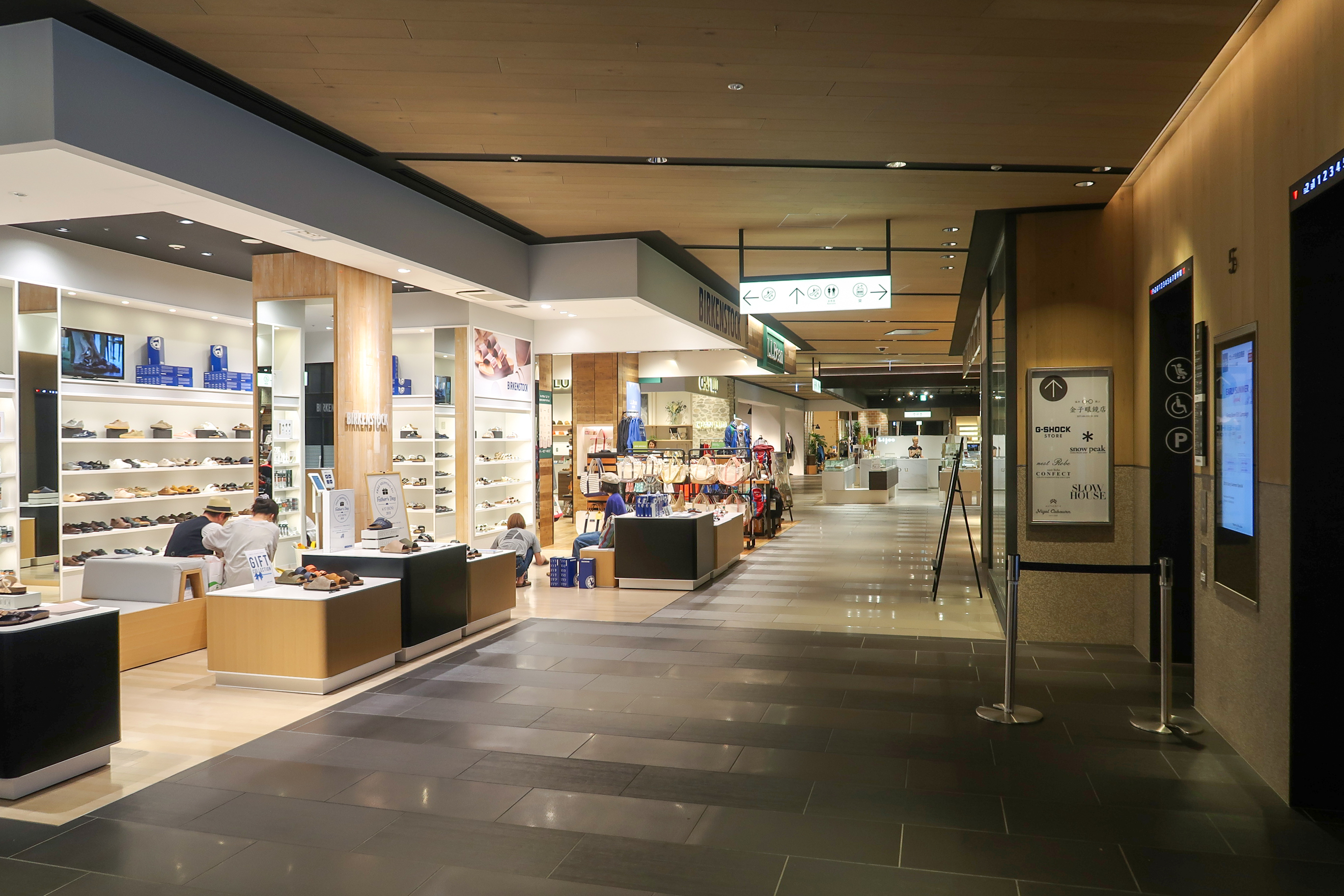
5階
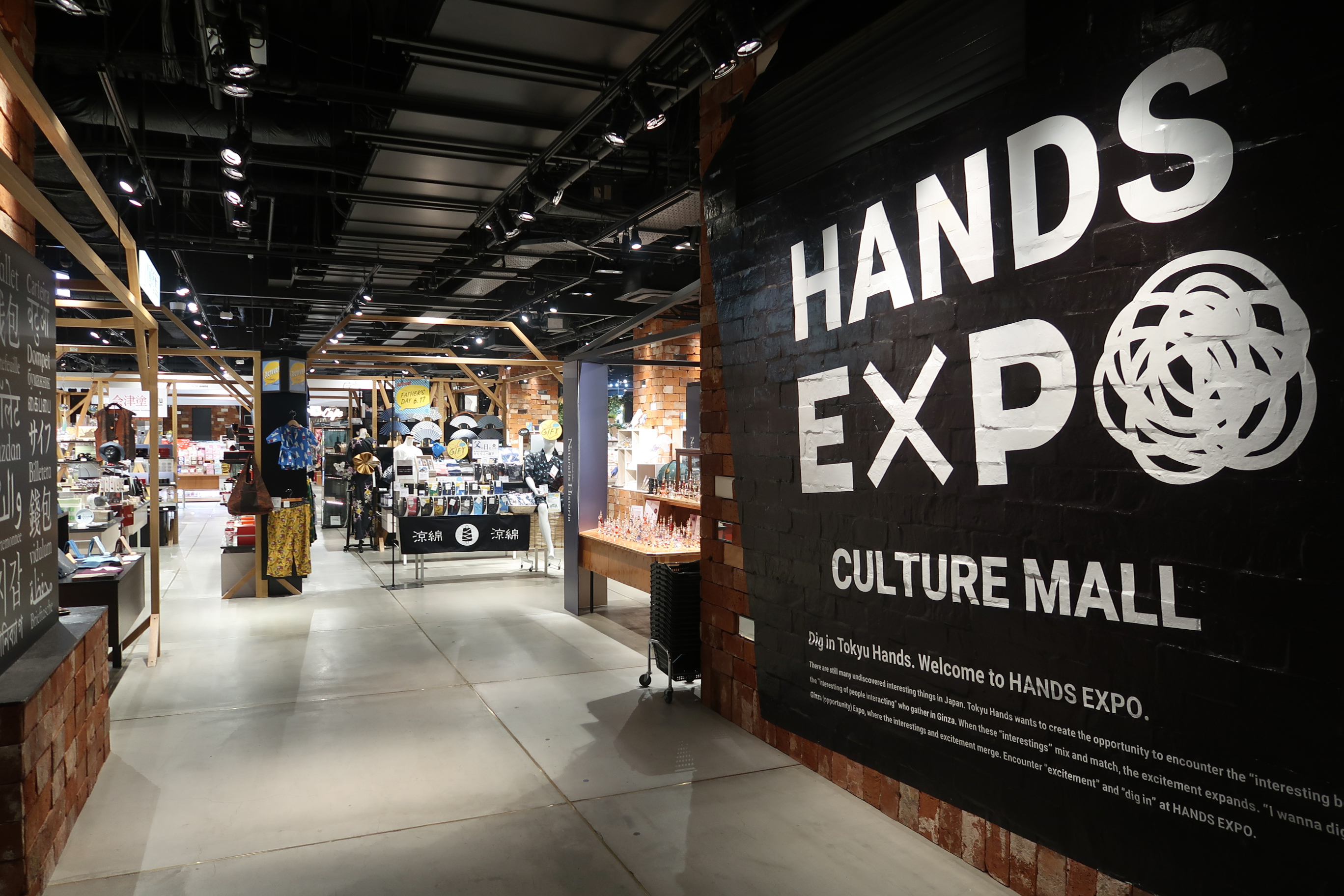
7階HANDS EXPO（閉店）
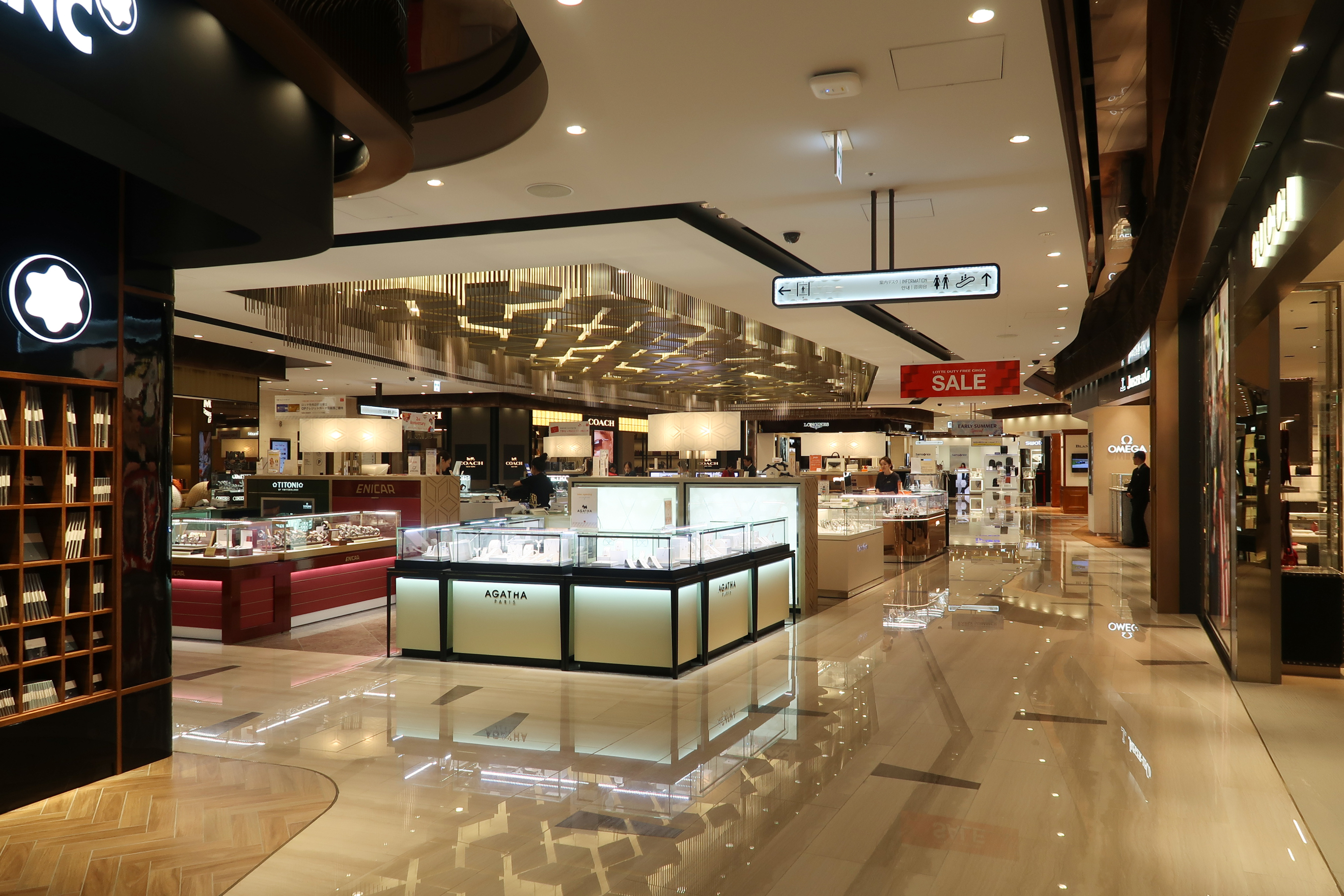
8階LOTTE DUTY FREE
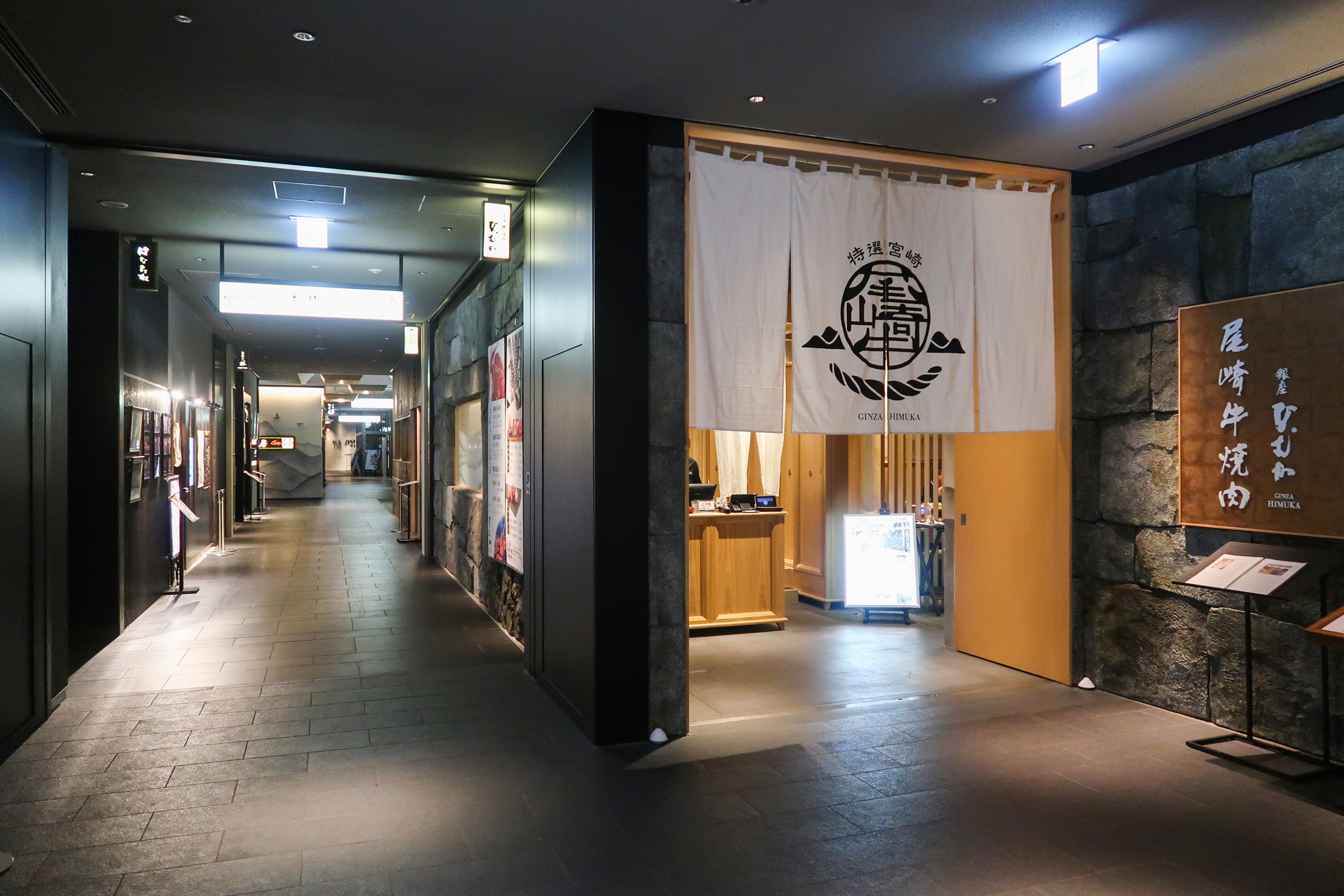
11階GINMACHI DINING

## 沿革
- 1934年（昭和9年） - 「銀座TSビル（銀座東芝ビル）」開業。
- 1956年（昭和31年） - 「数寄屋橋阪急」開業。
- 2004年（平成16年） - 「モザイク銀座阪急」に衣替え改築。
- 2007年（平成19年）9月 - 東急不動産が東芝不動産から取得。
- 2011年（平成23年）3月 - 阪急商業開発との立ち退き訴訟和解。
- 2012年（平成24年）
  - 8月 - 「モザイク銀座阪急」閉店。
  - 9月 - 解体工事着手。
- 2013年（平成25年）9月20日 - 「（仮称）銀座5丁目プロジェクト」新築工事着手。
- 2016年（平成28年）3月31日 - 「東急プラザ銀座」開業。
- 2019年（平成31年）1月10日 - 東急不動産系列の上場リートであるアクティビア・プロパティーズ投資法人が、合同会社スペードハウスの有する本物件底地持分の30%を375億円で買収[8]。
- 2020年（令和2年） - 東急不動産系列の私募リートであるブローディア・プライベート投資法人が、合同会社スペードハウスの有する本物件底地持分の一部を買収[9]。
- 2023年（令和5年）4月5日 - 合同会社スペードハウスの匿名組合出資持分を、三井住友トラスト・パナソニックファイナンスが東急不動産から買収。東急不動産HDは211億円の減損処理を強いられた[10]。同日付で、アクティビア・プロパティーズ投資法人が有する底地（30%）もスペードハウスへ390億円で売り戻された[11]。
- 2025年（令和7年）2月7日 - ガウ・キャピタル・パートナーズとペイシャンスキャピタルグループが本物件を共同で買収。当施設は閉鎖予定[12]

## 交通アクセス
鉄道
- JR山手線、京浜東北線 - 有楽町駅より徒歩4分。
- 東京メトロ銀座線、丸ノ内線、日比谷線 - 銀座駅より徒歩1分。
- 東京メトロ日比谷線、千代田線 - 日比谷駅より徒歩2分。
- 東京メトロ有楽町線 - 有楽町駅より徒歩2分。
- 都営三田線 - 日比谷駅より徒歩2分。

## ギャラリー

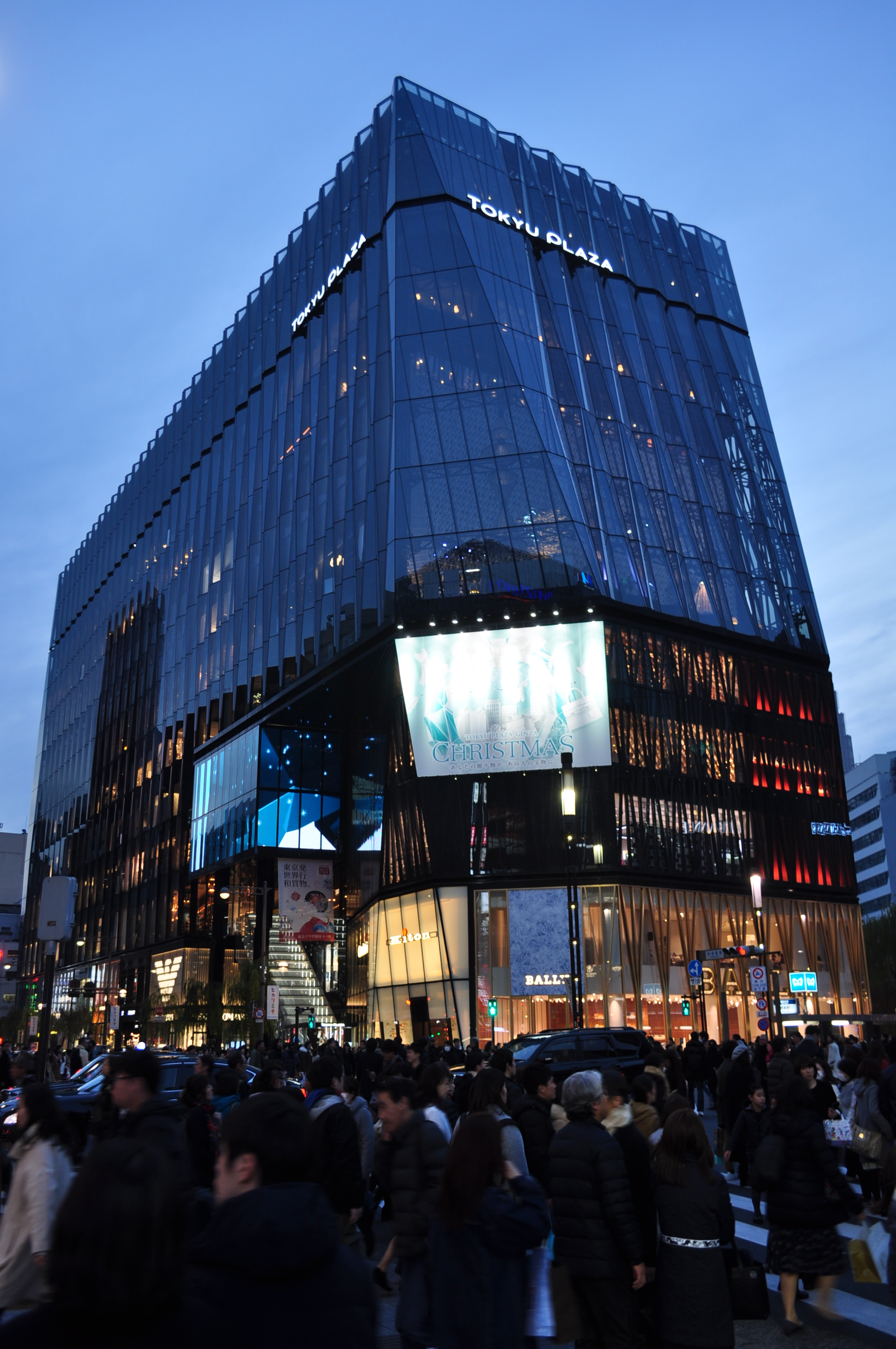
交差点から見た夜景（2017年12月23日撮影）
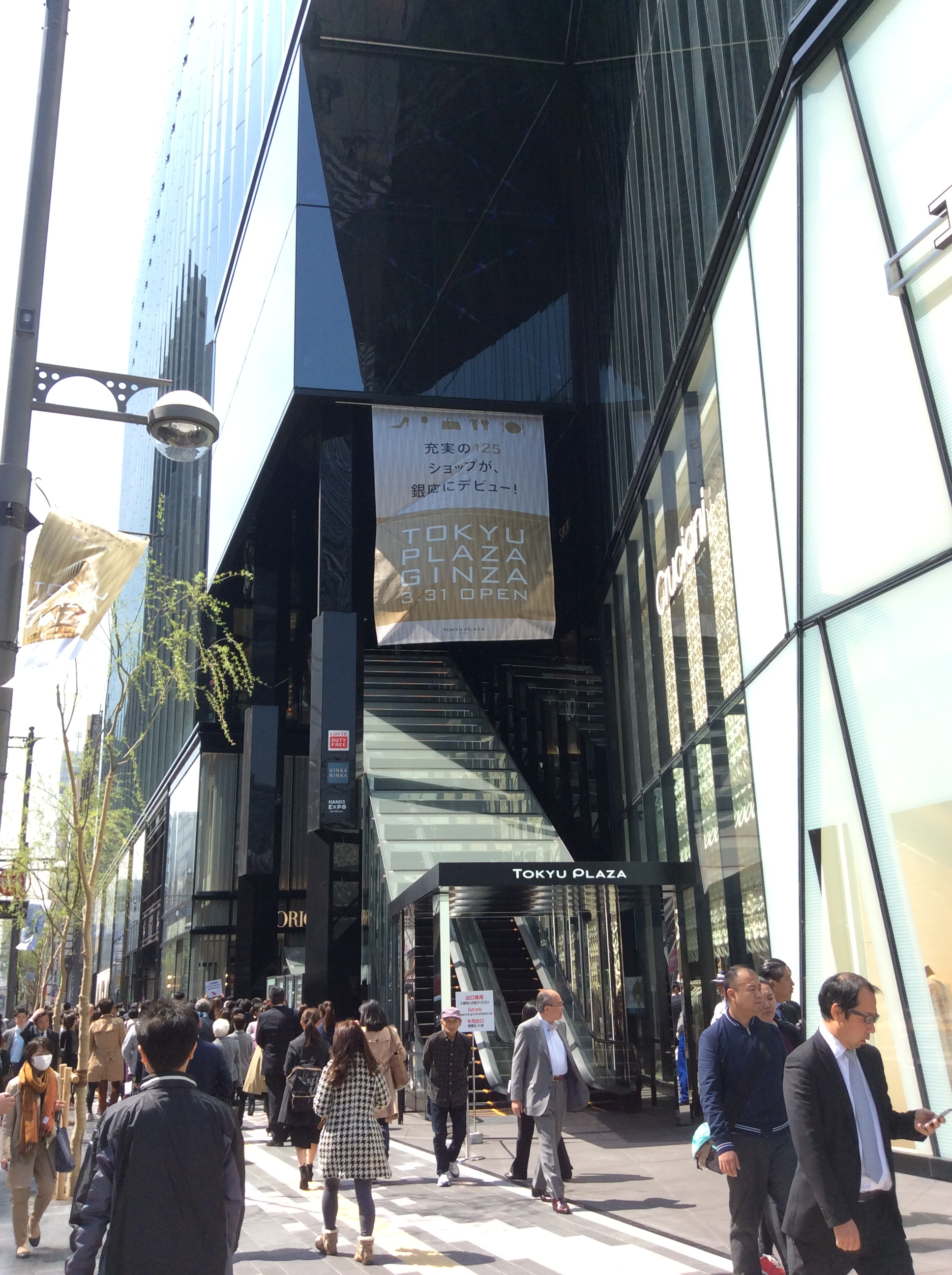
外堀通りに面した入口（2016年3月31日撮影）
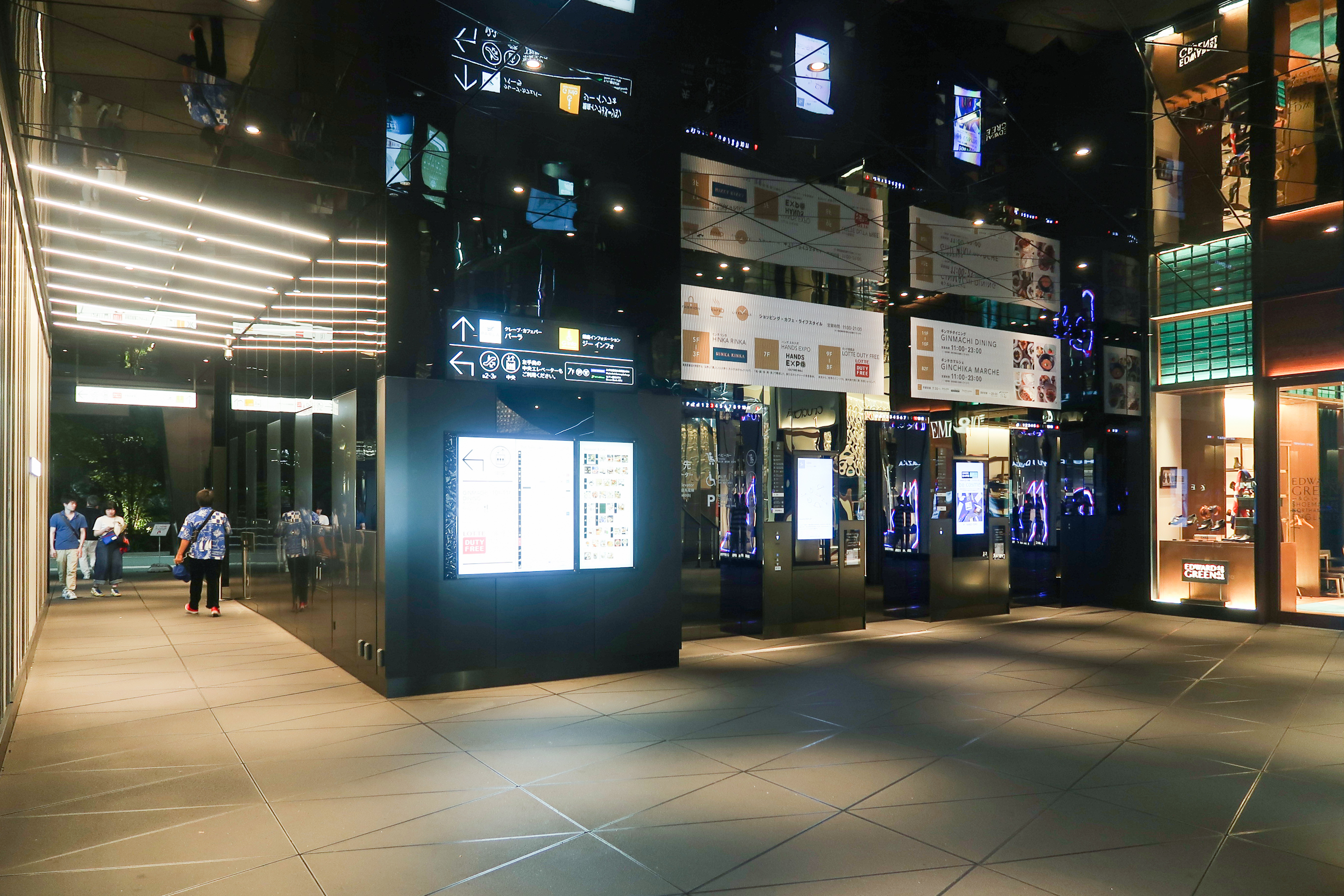
1階エレベーターホール
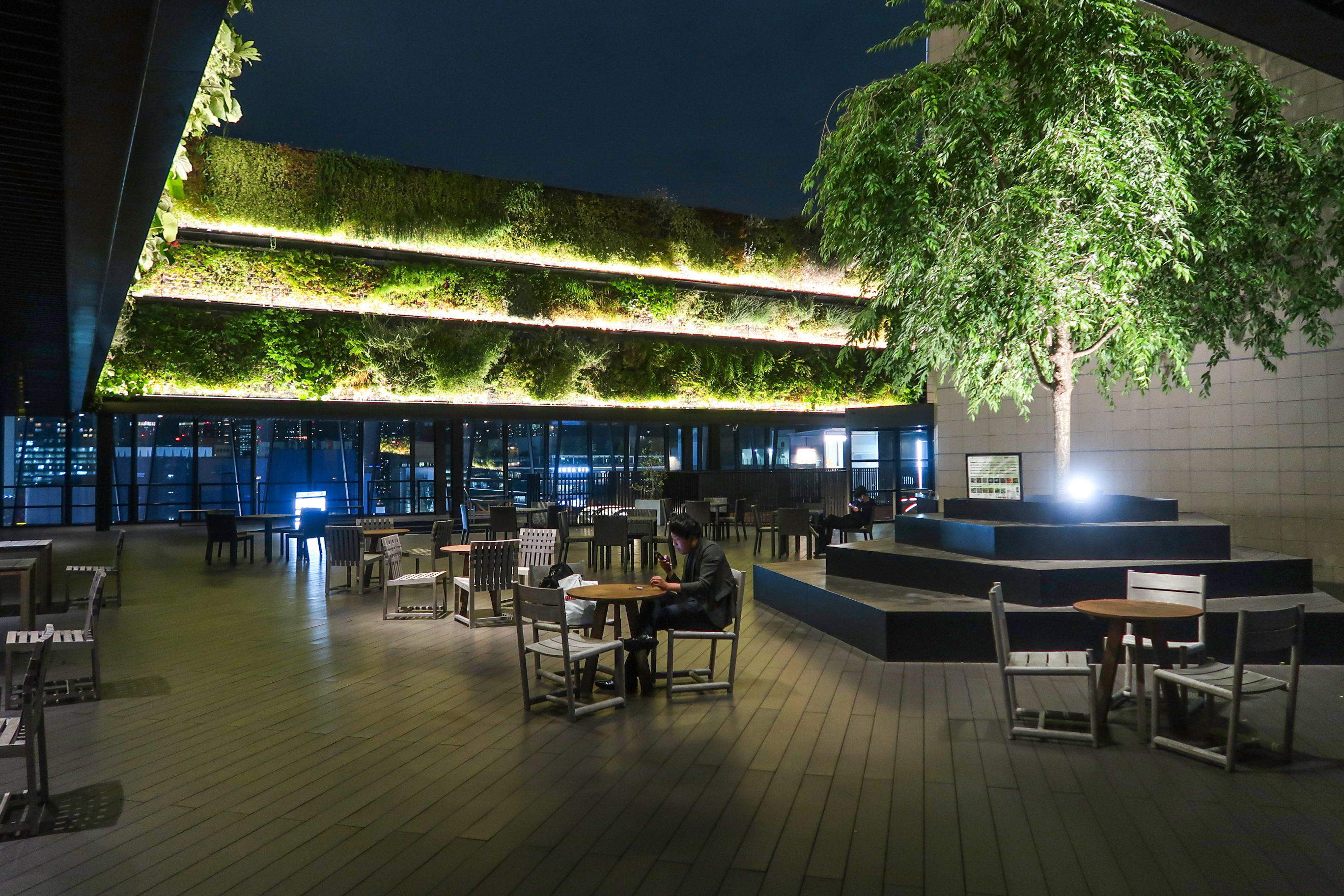
屋上のKIRIKO TERRACE Greenside
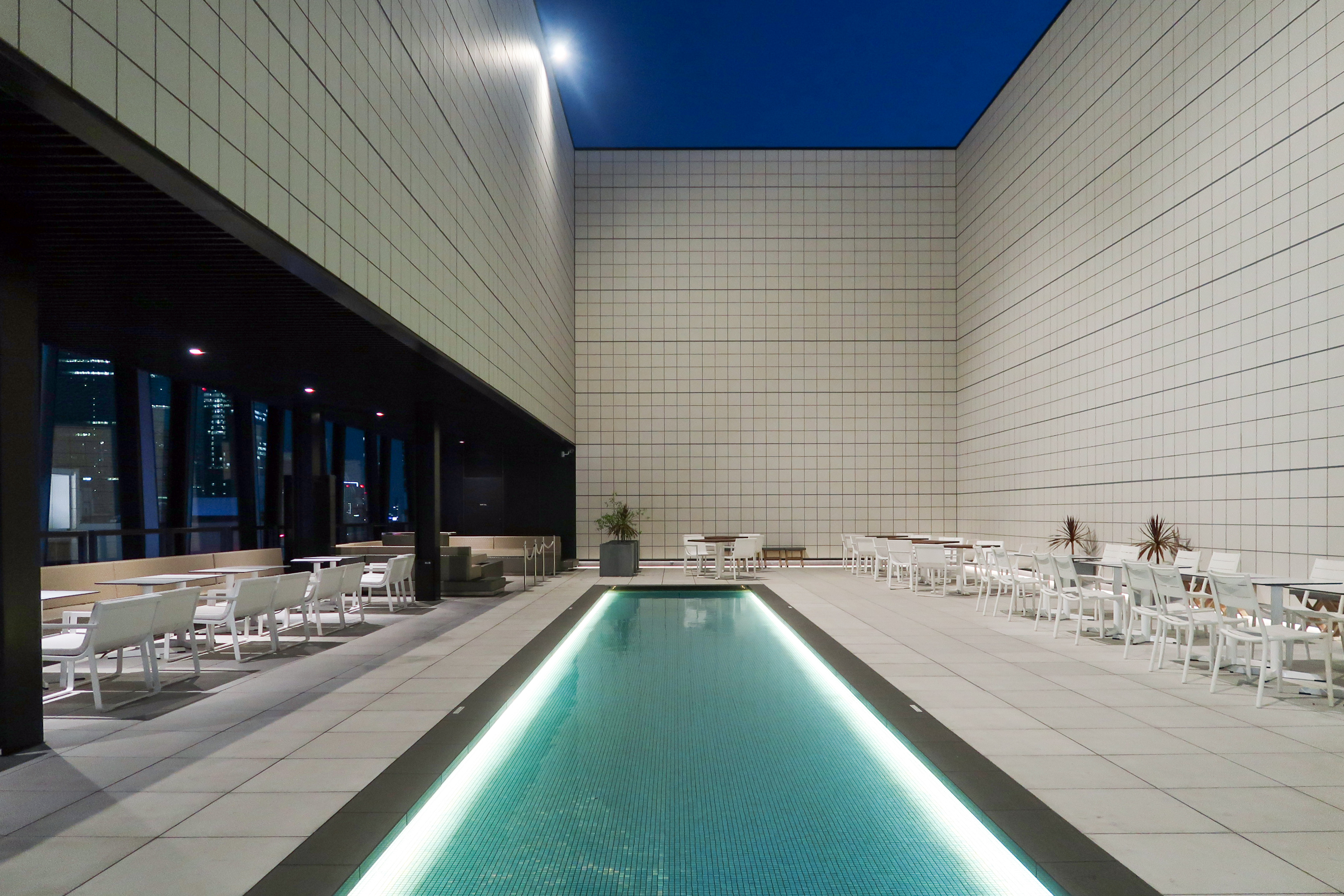
屋上のKIRIKO TERRACE Waterside
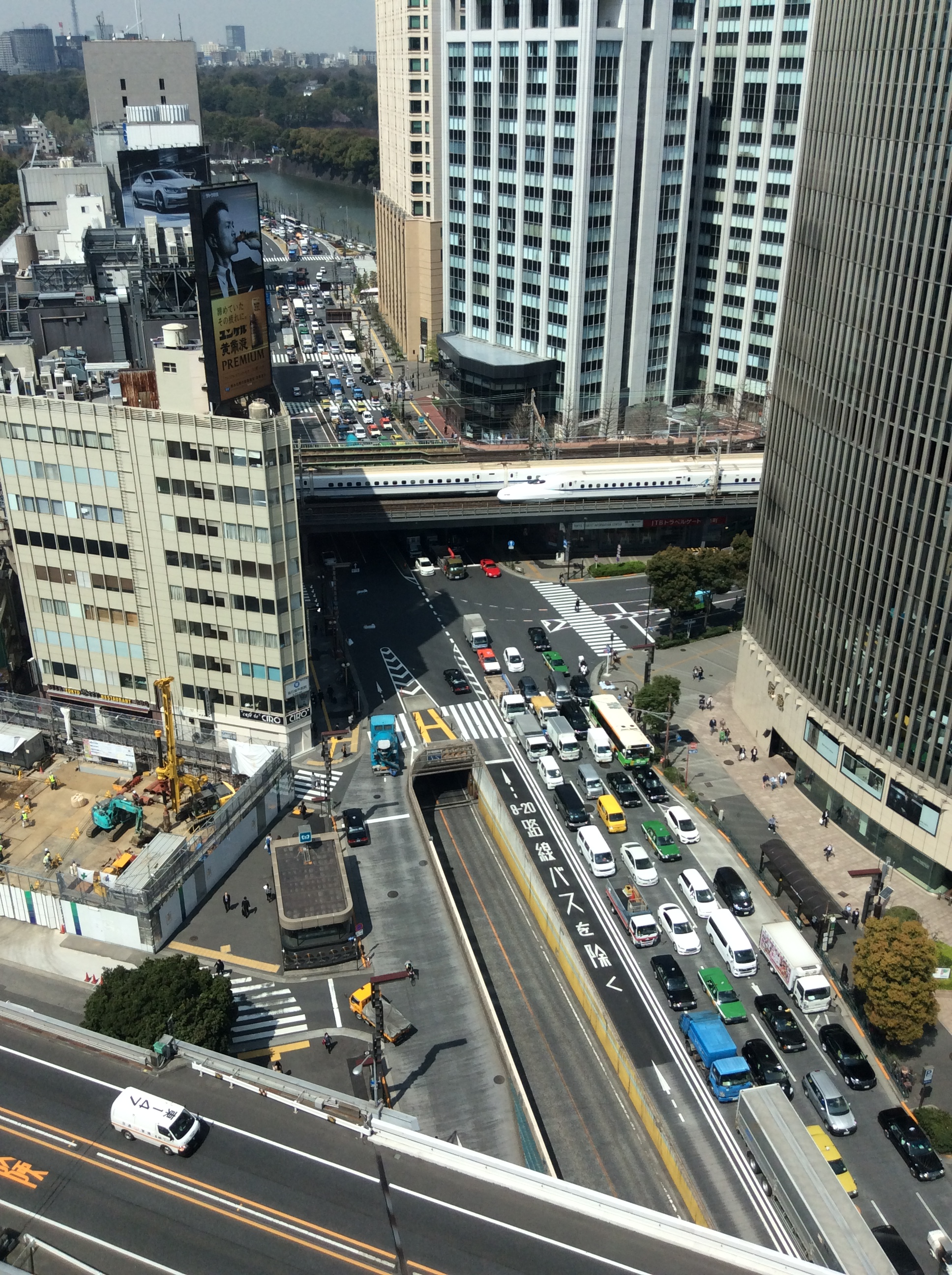
屋上から皇居、新幹線を見る（2016年3月31日撮影）

## 近隣商業施設
- 東京交通会館
- 有楽町センタービル
- 有楽町イトシア
- 銀座三越

- 銀座松屋
- GINZA SIX
- 交詢社